# Almenara (Espagne)
Pour les articles homonymes, voir Almenara.
Almenara, en valencien et en castillan, est une commune d'Espagne de la province de Castellón dans la Communauté valencienne. Elle est située dans la comarque de Plana Baixa et dans la zone à prédominance linguistique valencienne.

## Géographie

Localisation d'Almenara
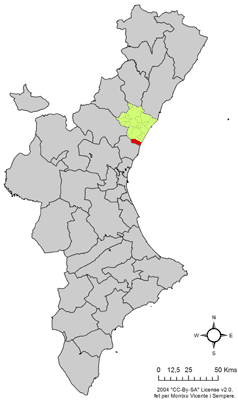
dans la Communauté valencienne.
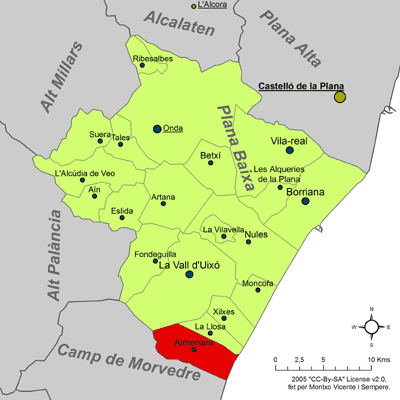
dans la comarque de Plana Baixa.

### Localités limitrophes
Almenara est limitrophe des localités suivantes :
Vall de Uxó et La Llosa dans la province de Castellón et Quartell, Quart de les Valls, Benavites et Sagonte en la province de Valence.

## Histoire
Même si les noms de la cité et le lieu sont d'origine arabe, la trace des civilisations ibères et romaines subsiste.
Almenara fut un port romain important.
En 1238 le roi Jacques Ier assiégea la cité, car elle était un point stratégique essentiel pour la conquête de Valence. Elle a été la capitale du royaume avec Quart de les Valls, Cuartell, Benavites, Chilches et La Llosa.
Diverses batailles ont été livrées ici durant la Guerre d'Indépendance et la guerre civile espagnole. Philippe V y fut battu par l'archiduc Charles en 1710.

## Économie
La majeure partie de la population est employée dans le secteur tertiaire. La seconde activité économique en importance est l'agriculture, spécialement les oranges et citrons. Il y a de grandes entreprises qui conservent et manipulent ces fruits. Les autres activités secondaires sont la construction et l'industrie.

## Sites et monuments

### Monuments religieux
- Église Paroissiale. Dédiée aux Santos Juanes (XVIIIe siècle).

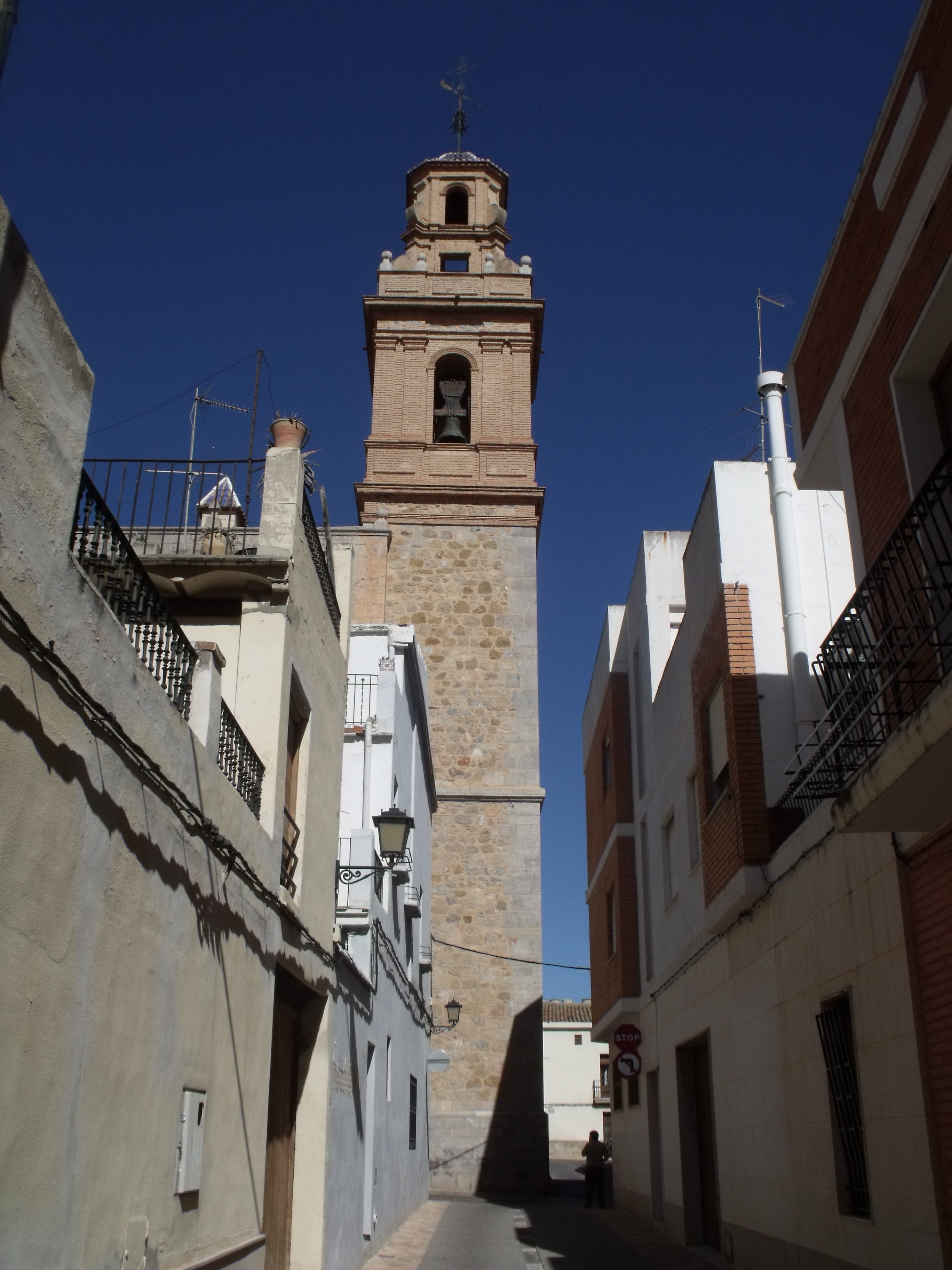
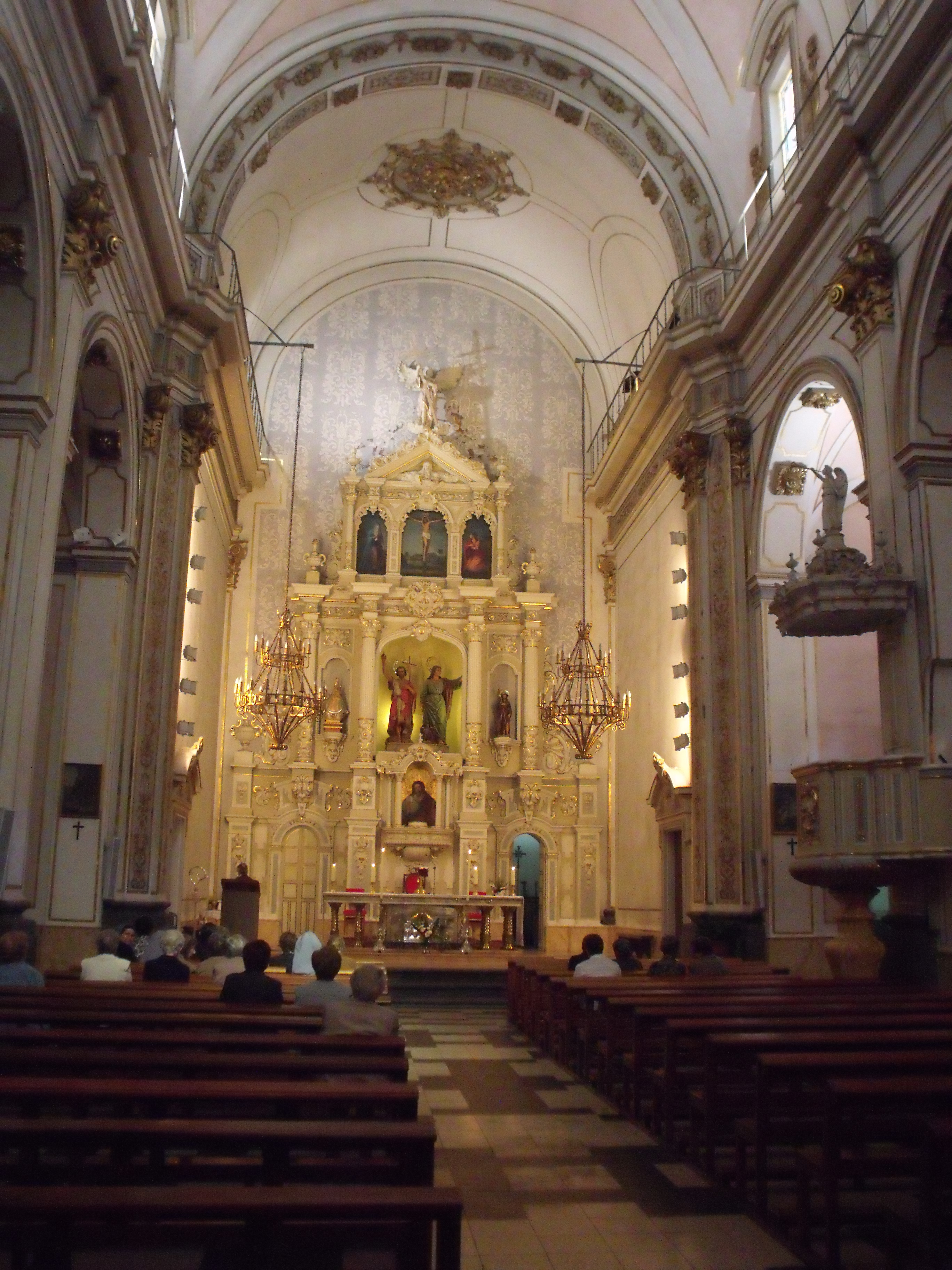
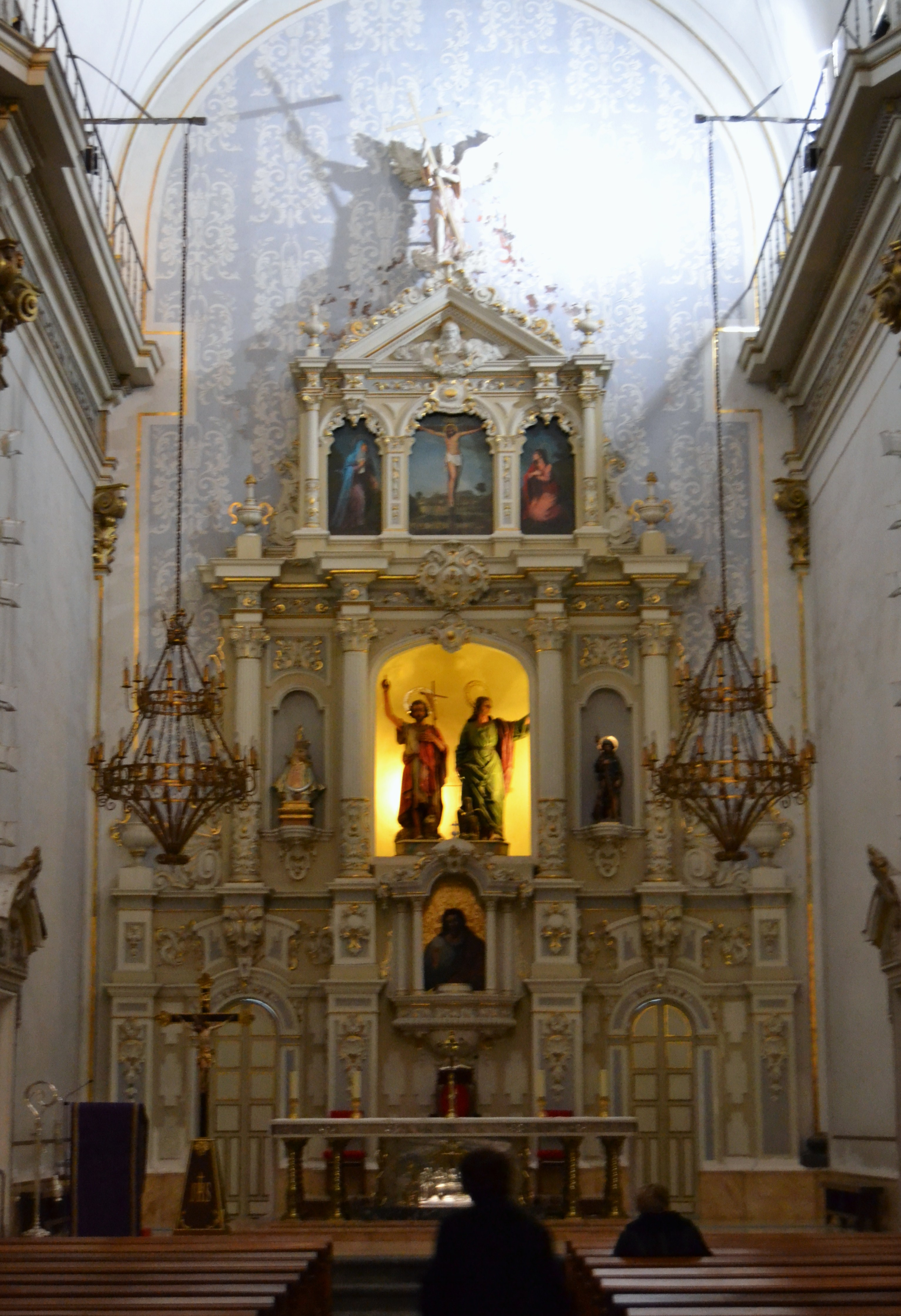
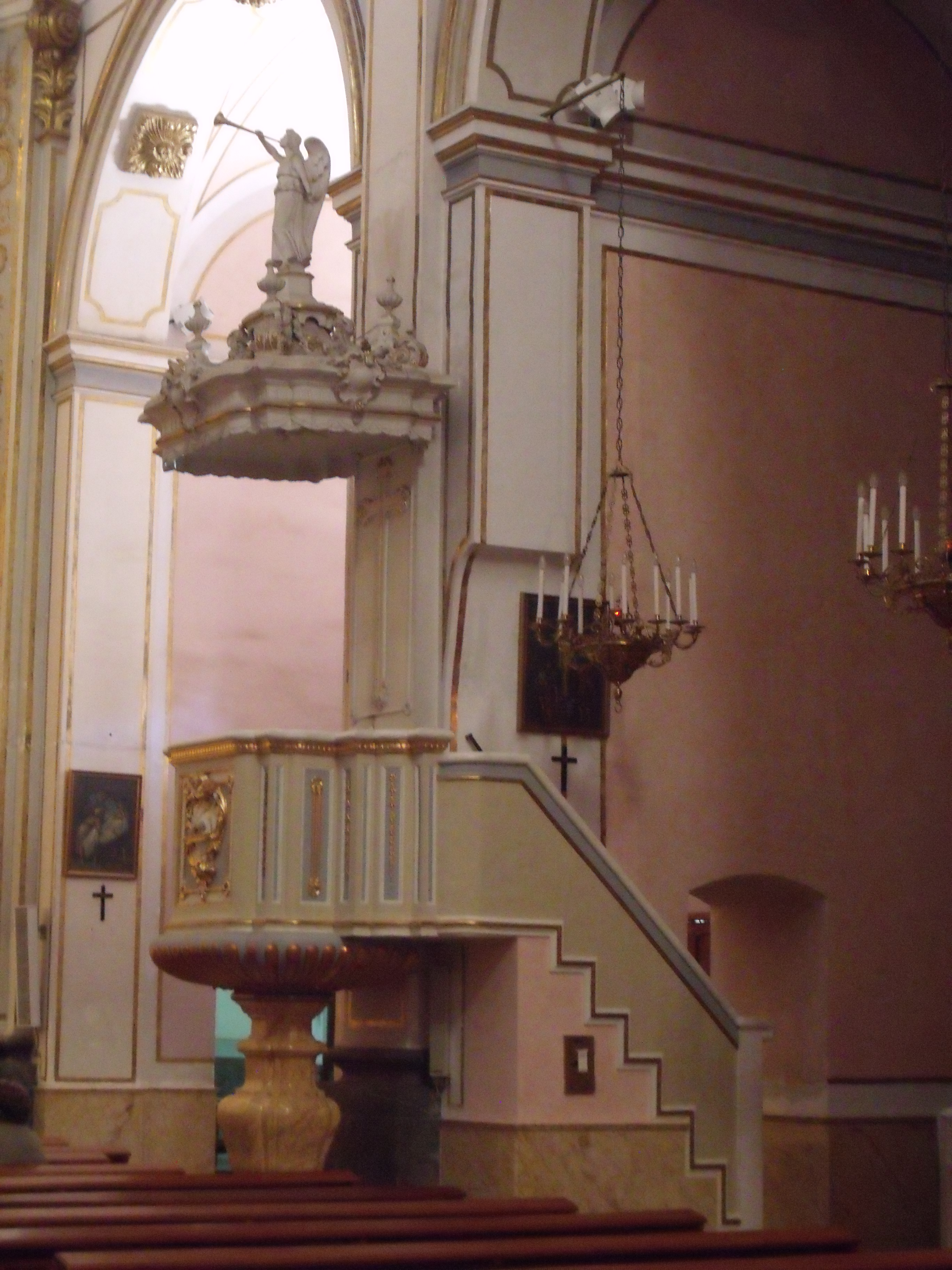
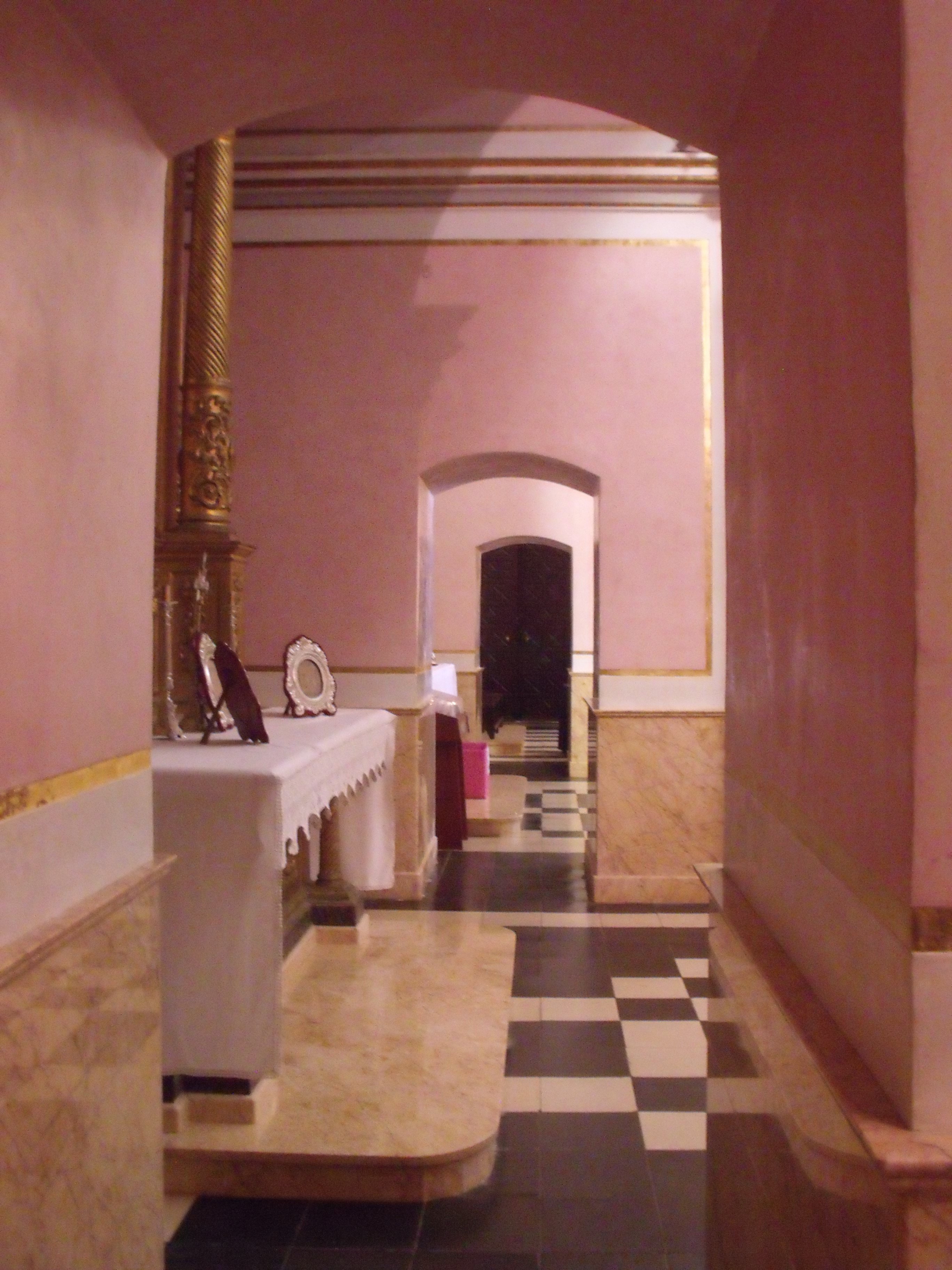
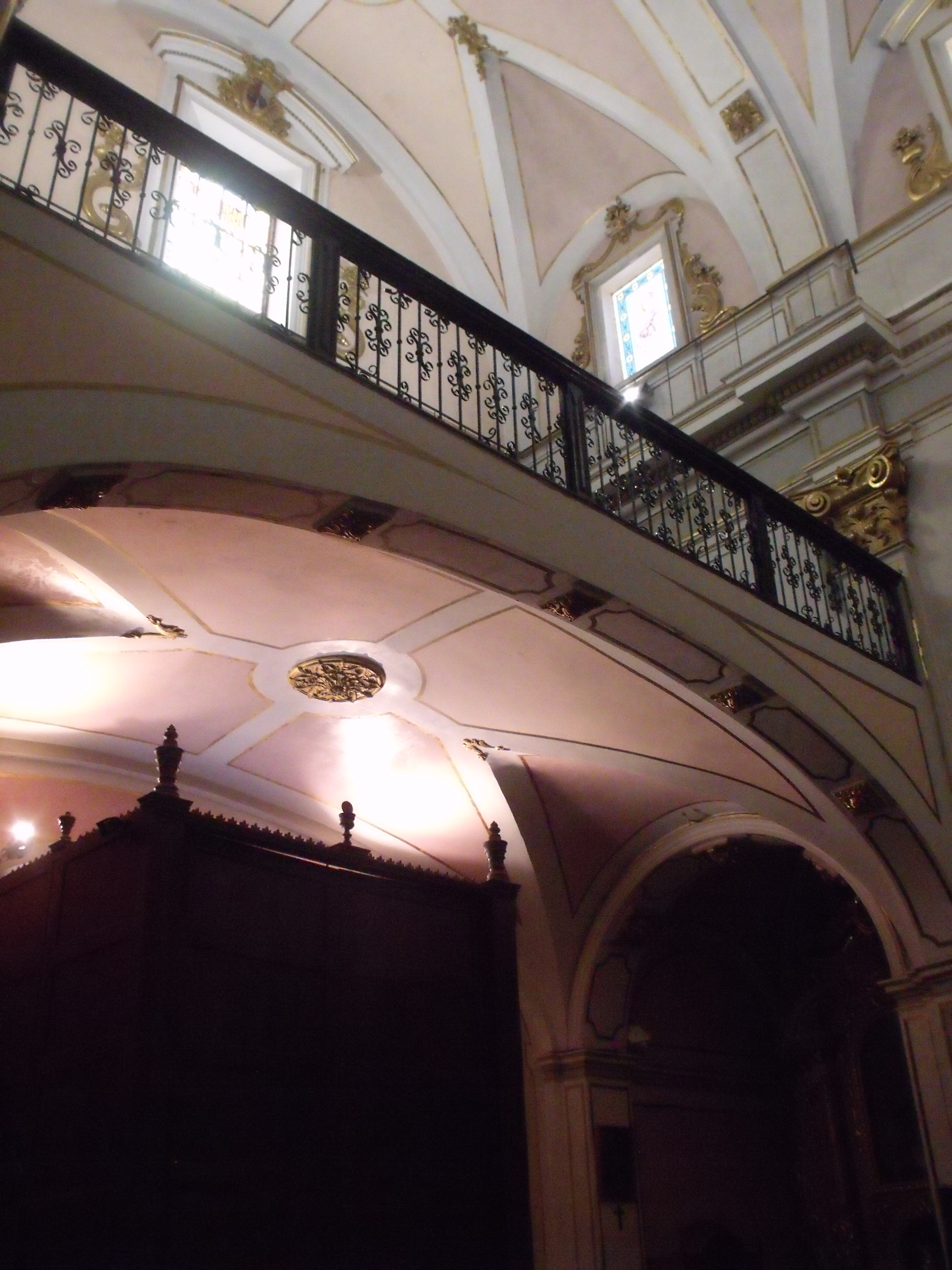
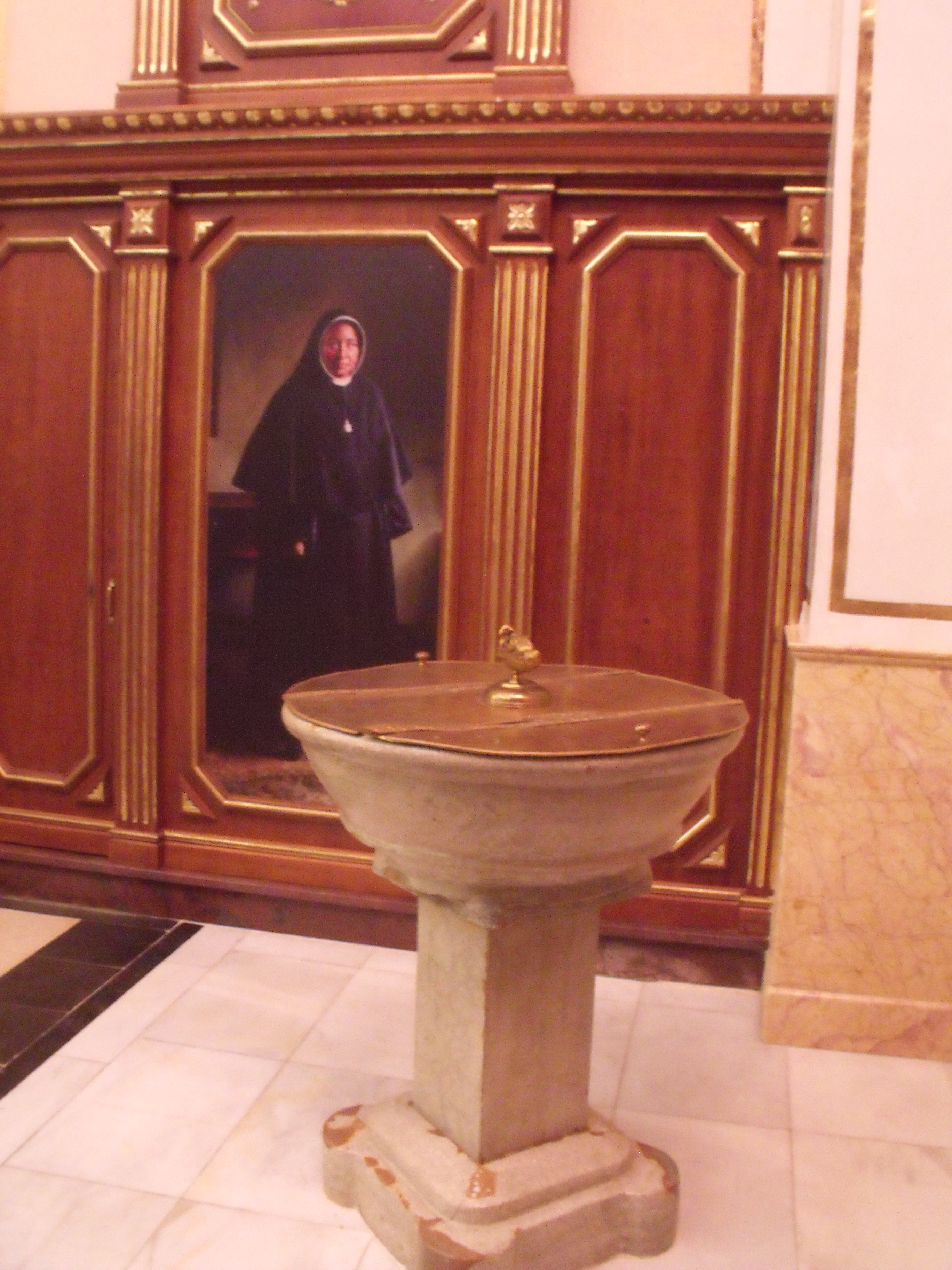

- La Creueta. Croix gothique. Elle est située dans un des parcs de la cité.
- Statue Madre Genoveva. Dédiée à Sainte Genoveva Torres Morales, née à Almenara en 1870.

### Monuments civils
- Murailles de Almenara. Les murailles de la ciudad datent du XIVe siècle et ont été restaurées récemment.

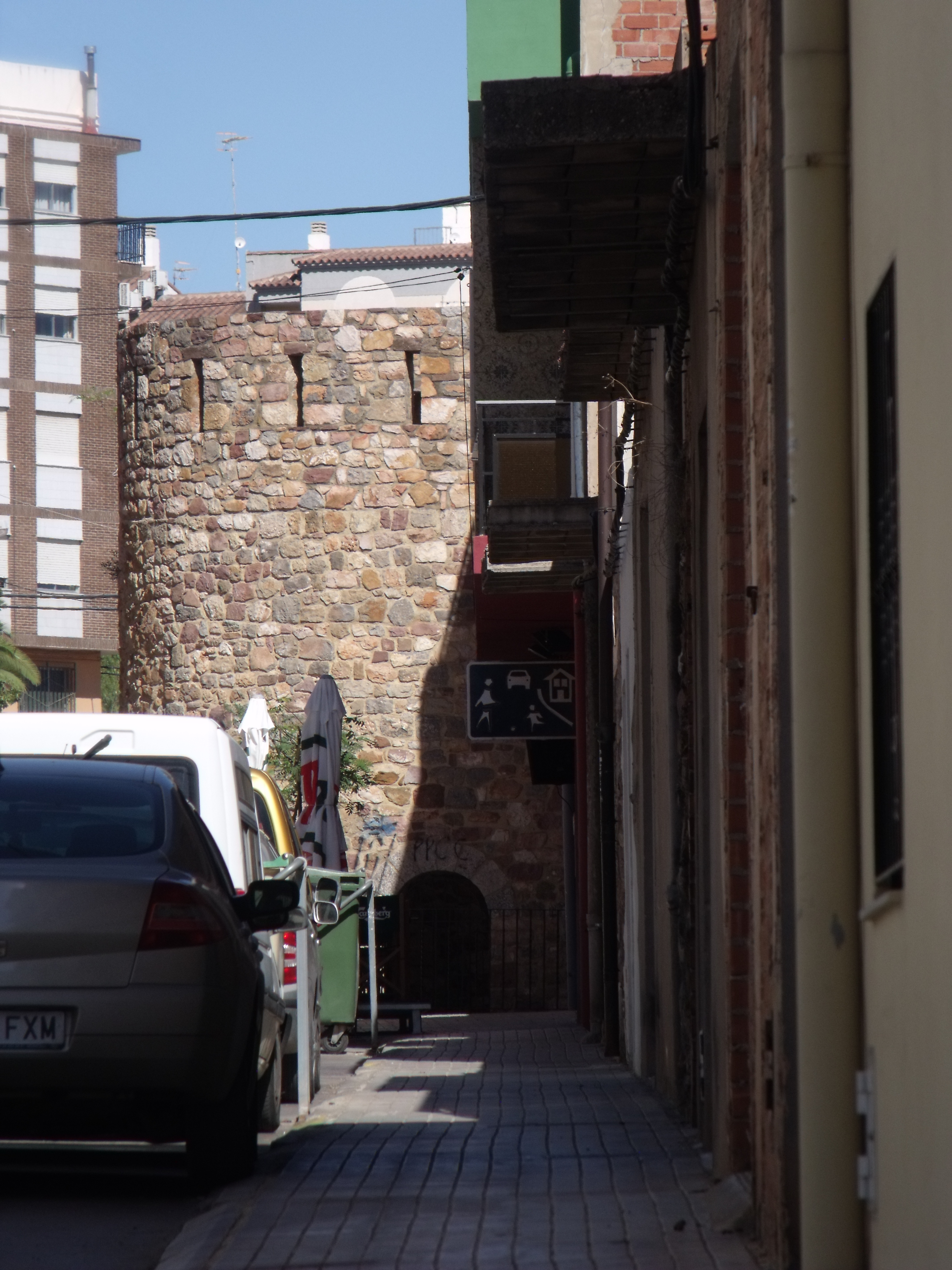
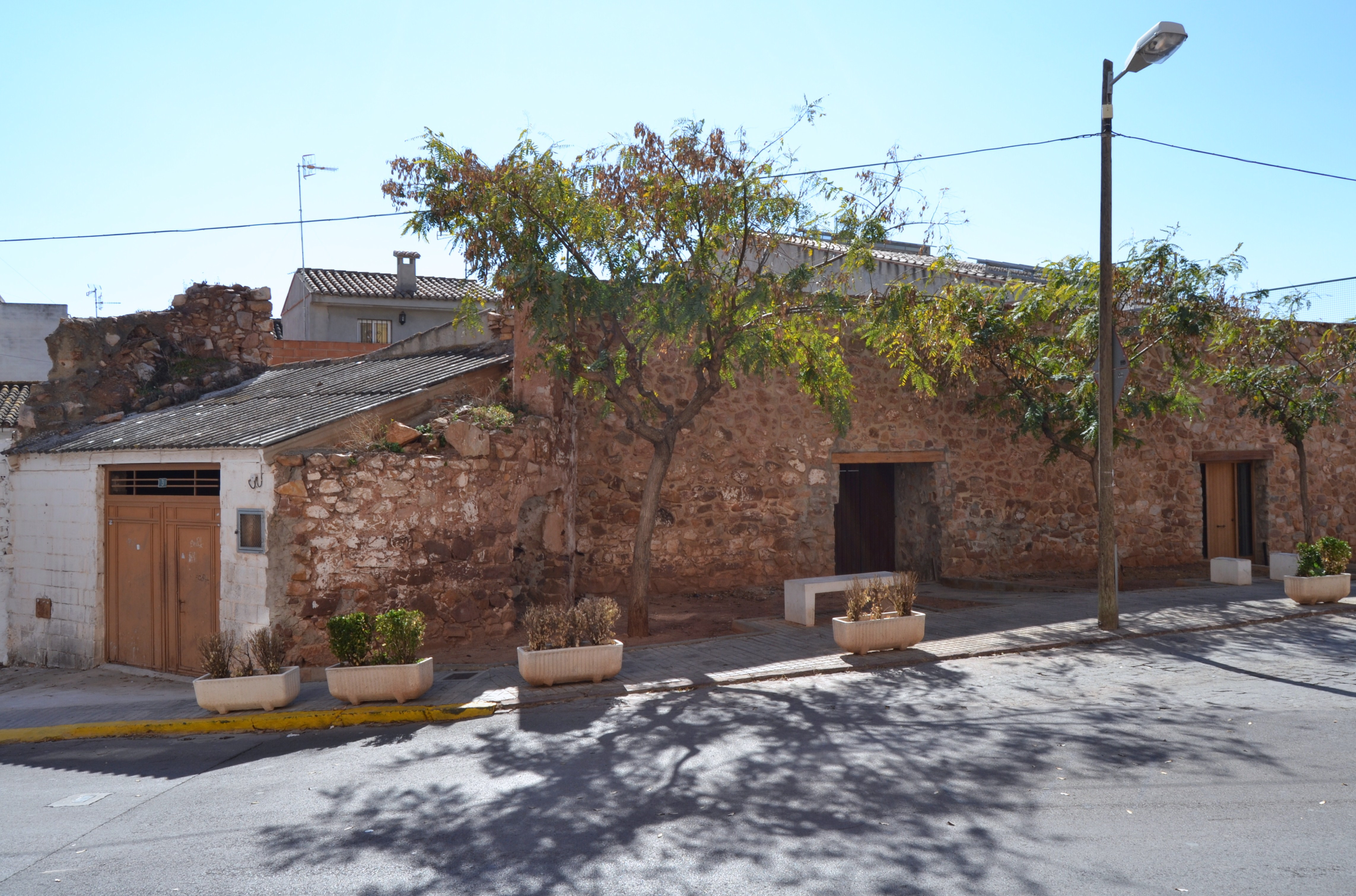
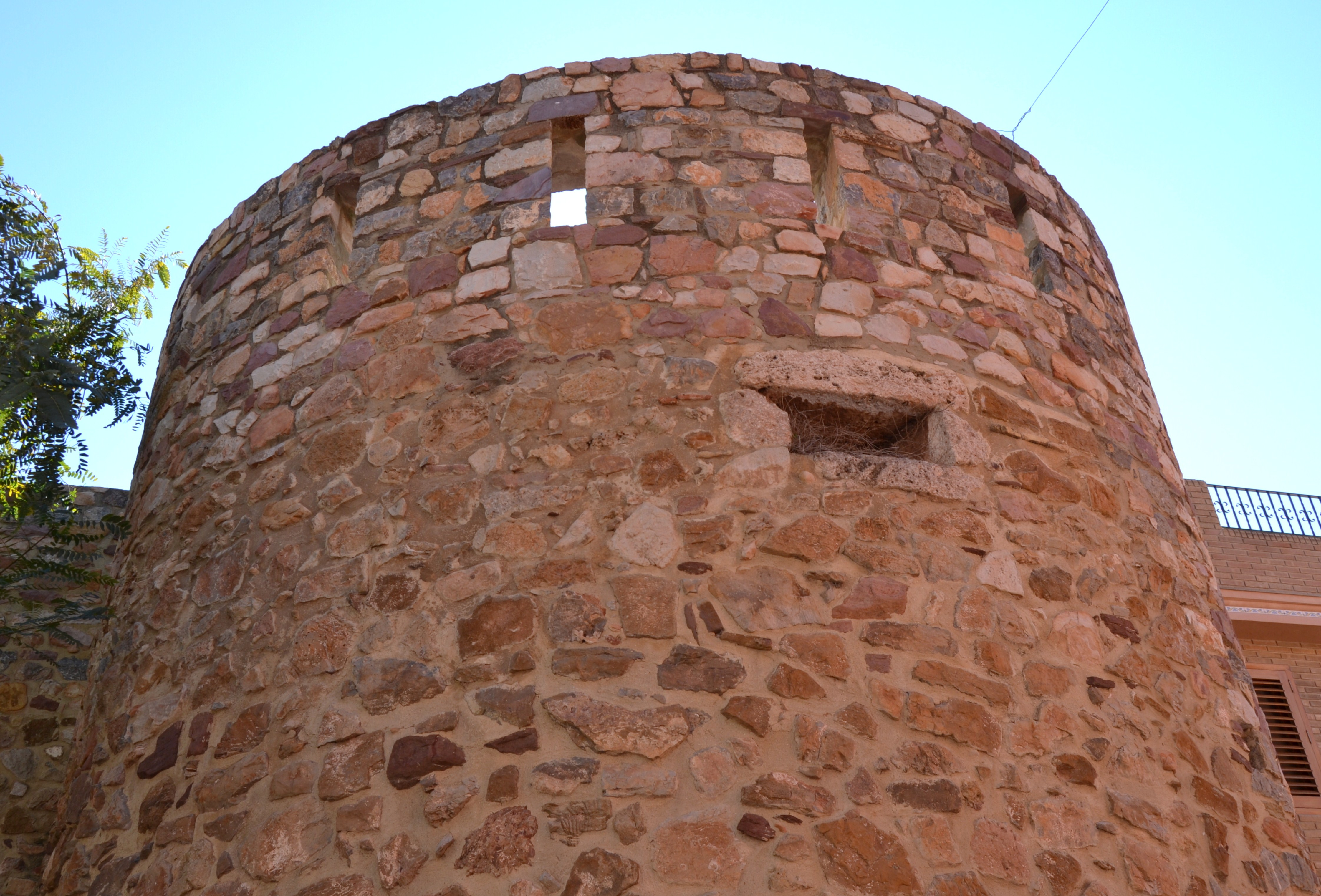
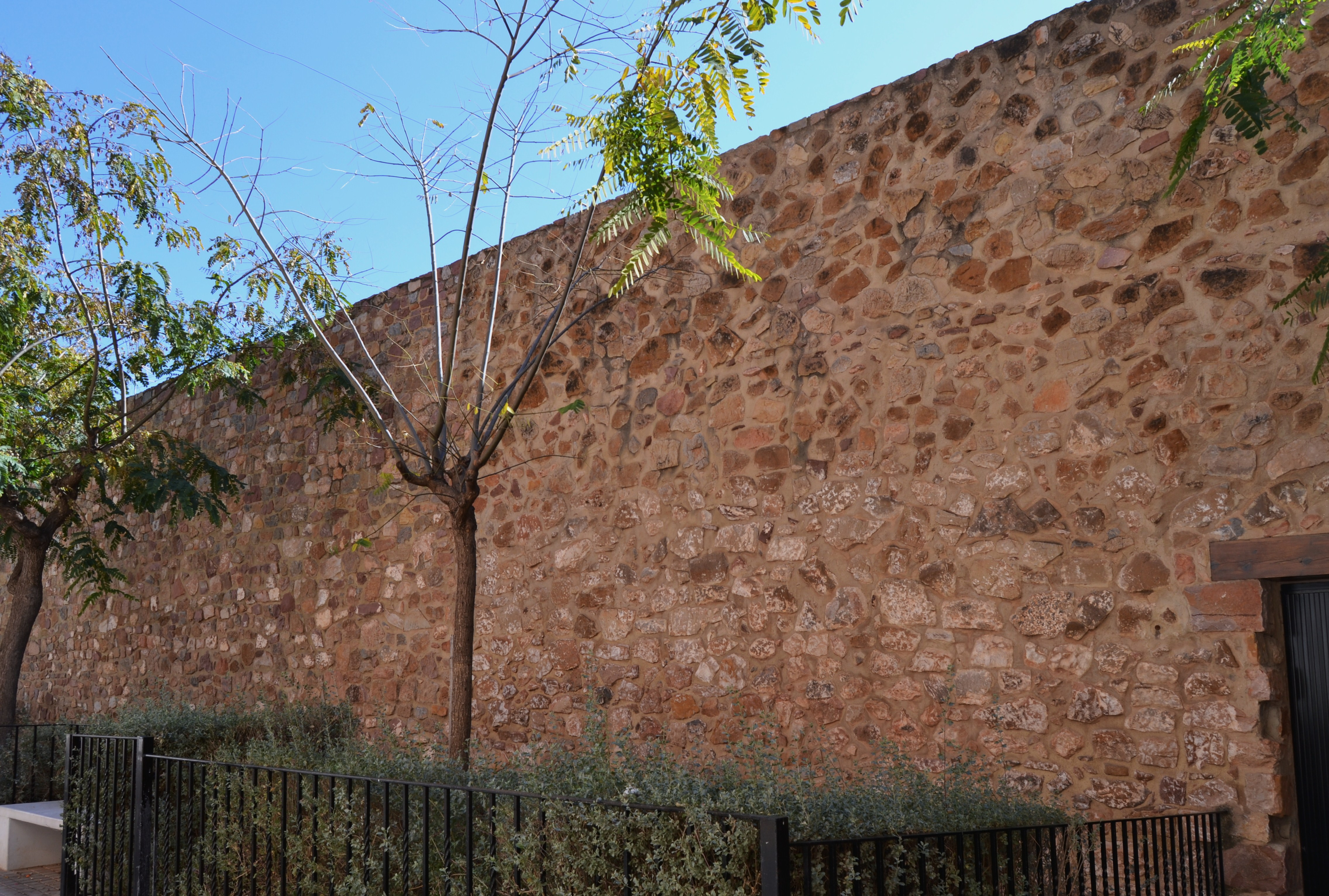

- Site Punto del Cid. Restes identifiés à un temple de Vénus cité par les auteurs anciens.
- Château de Almenara. Il est situé sur la colline qui domine la ville. Il a été construit par les arabes au Moyen Âge. Les deux tours appelées le grand-père et la grand-mère (espagnol : l'abuelo et la abuela - valencien : L'Agüelet ty L'Agüeleta) sont encore conservées.

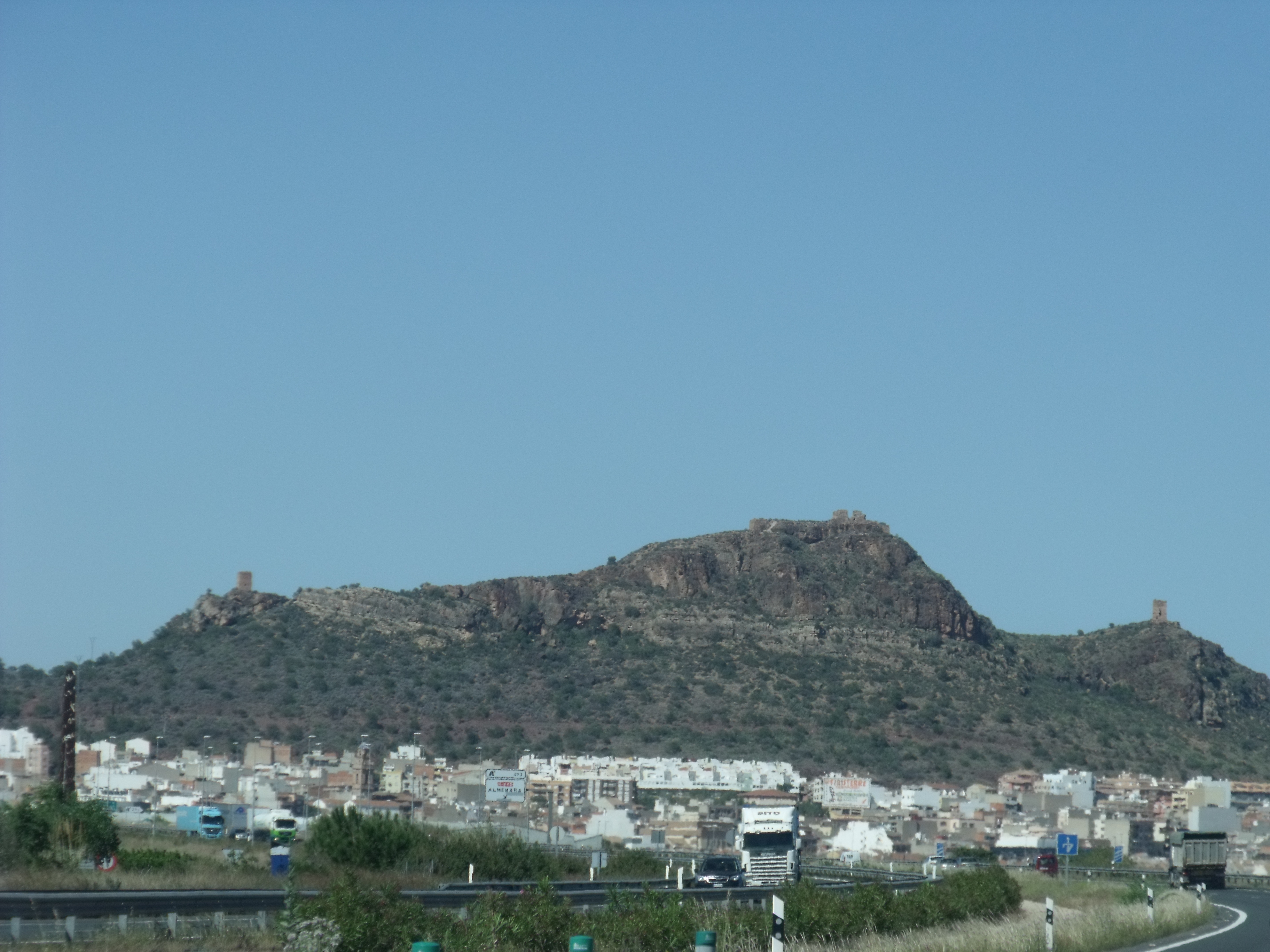
Vestiges du château
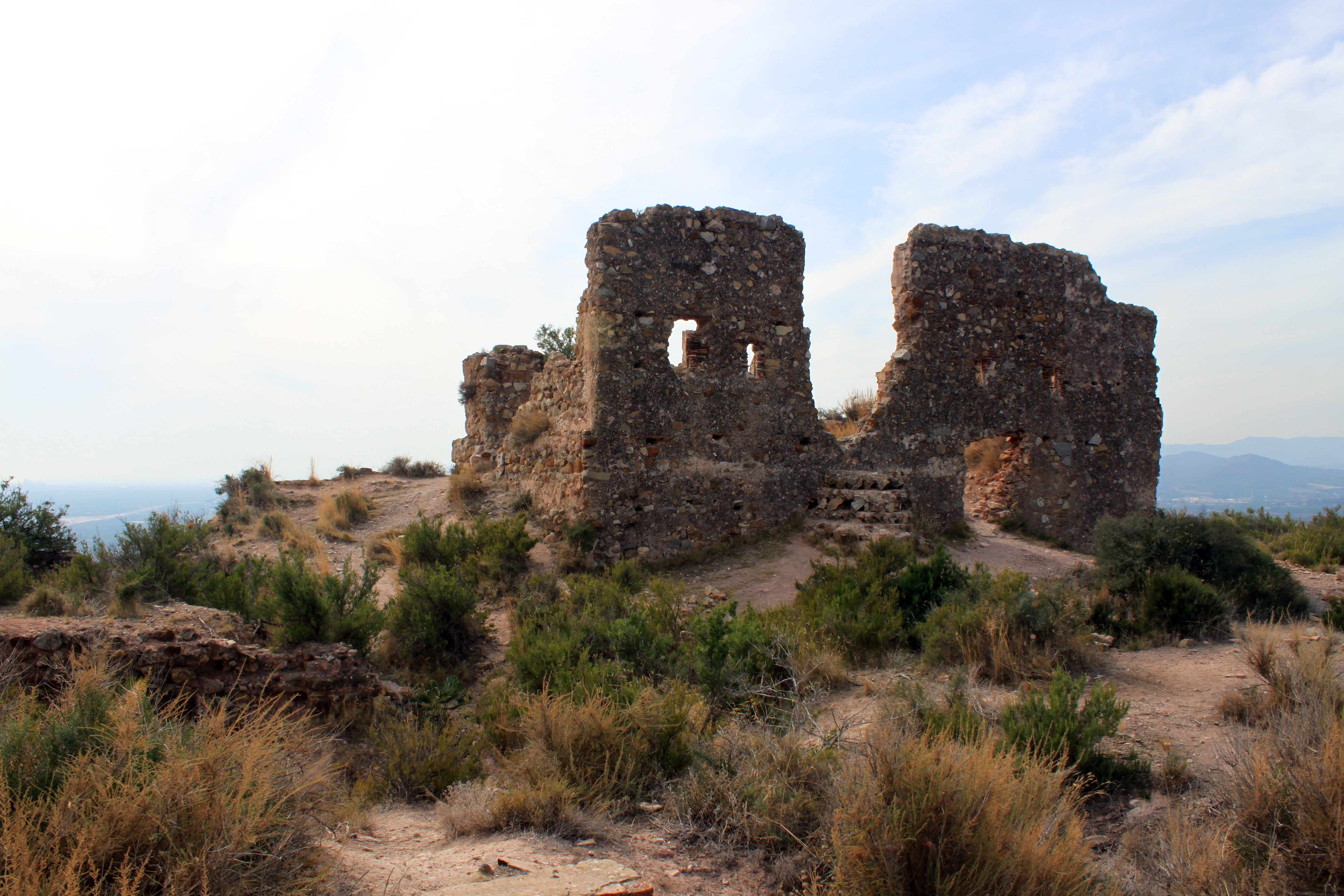
Vestiges du château
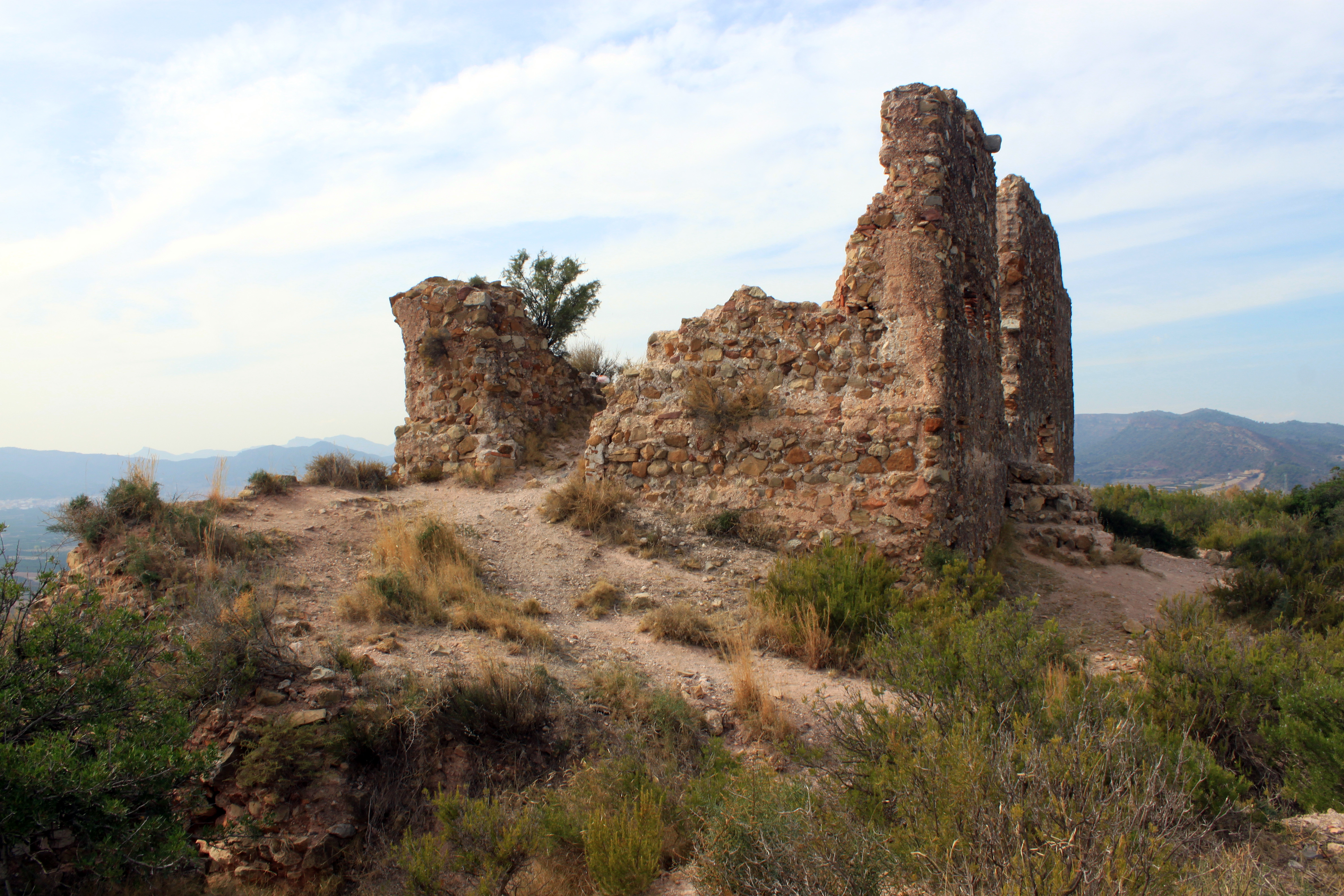
Vestiges du château
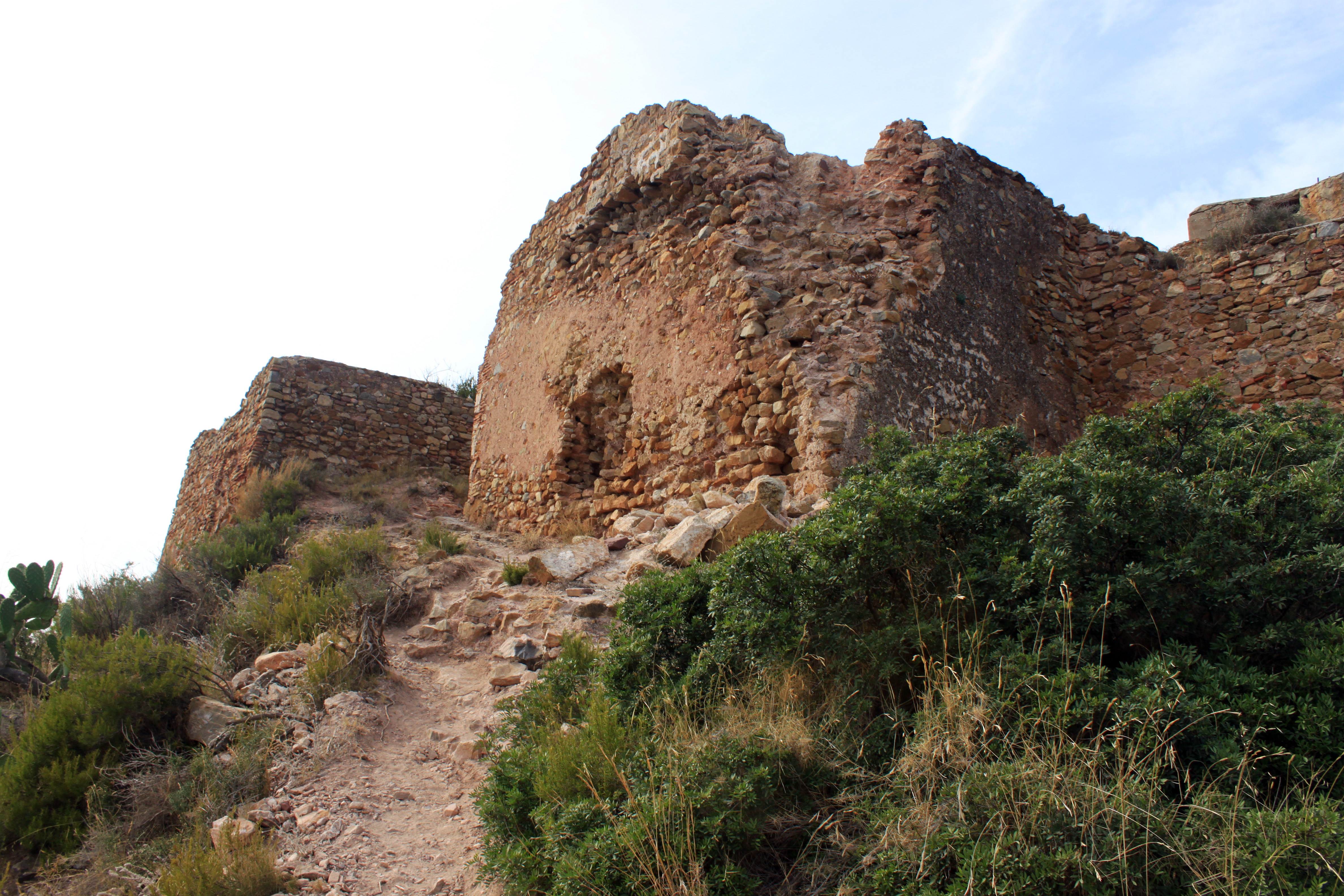
Vestiges du château
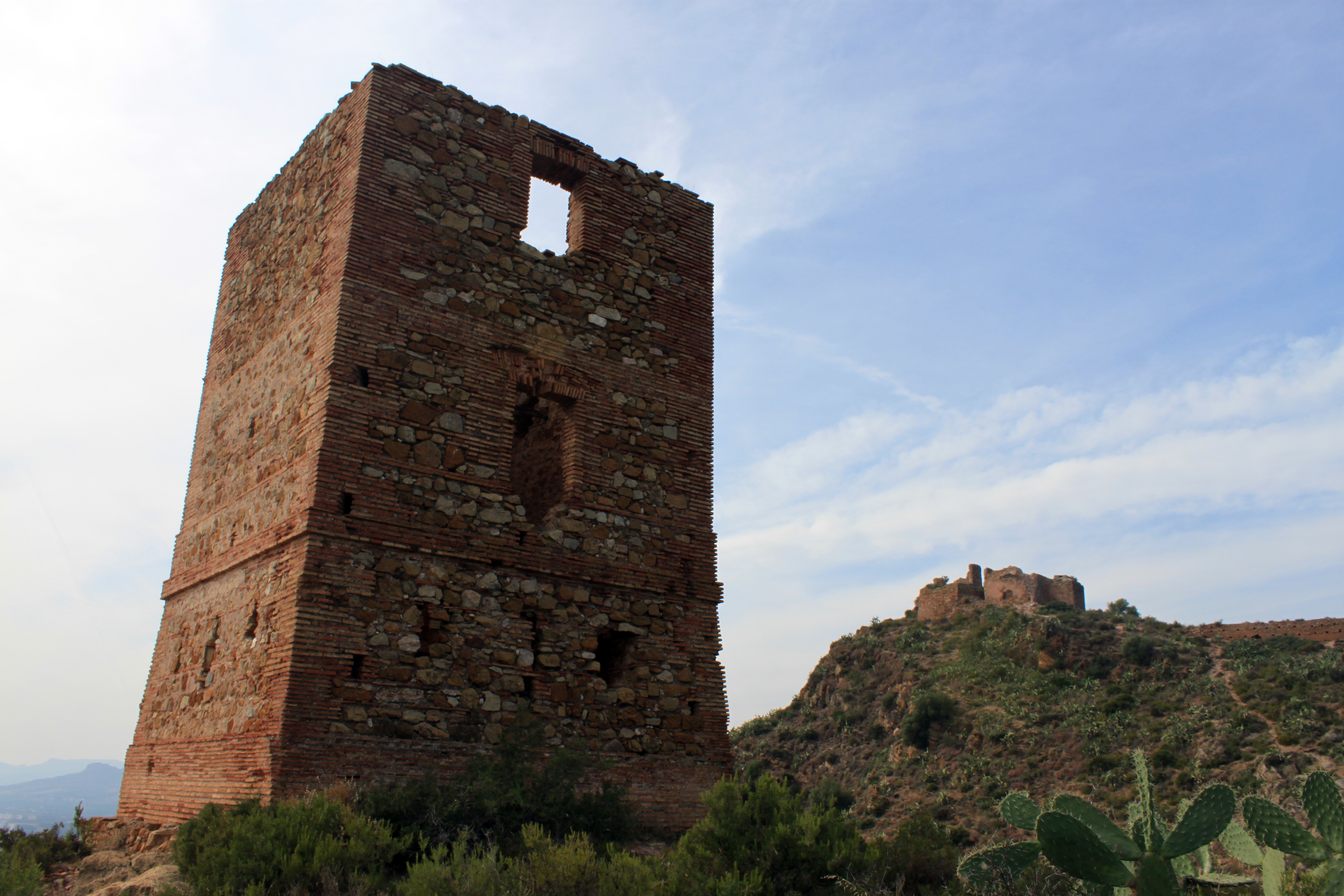
Tour Est : L'Agüeleta
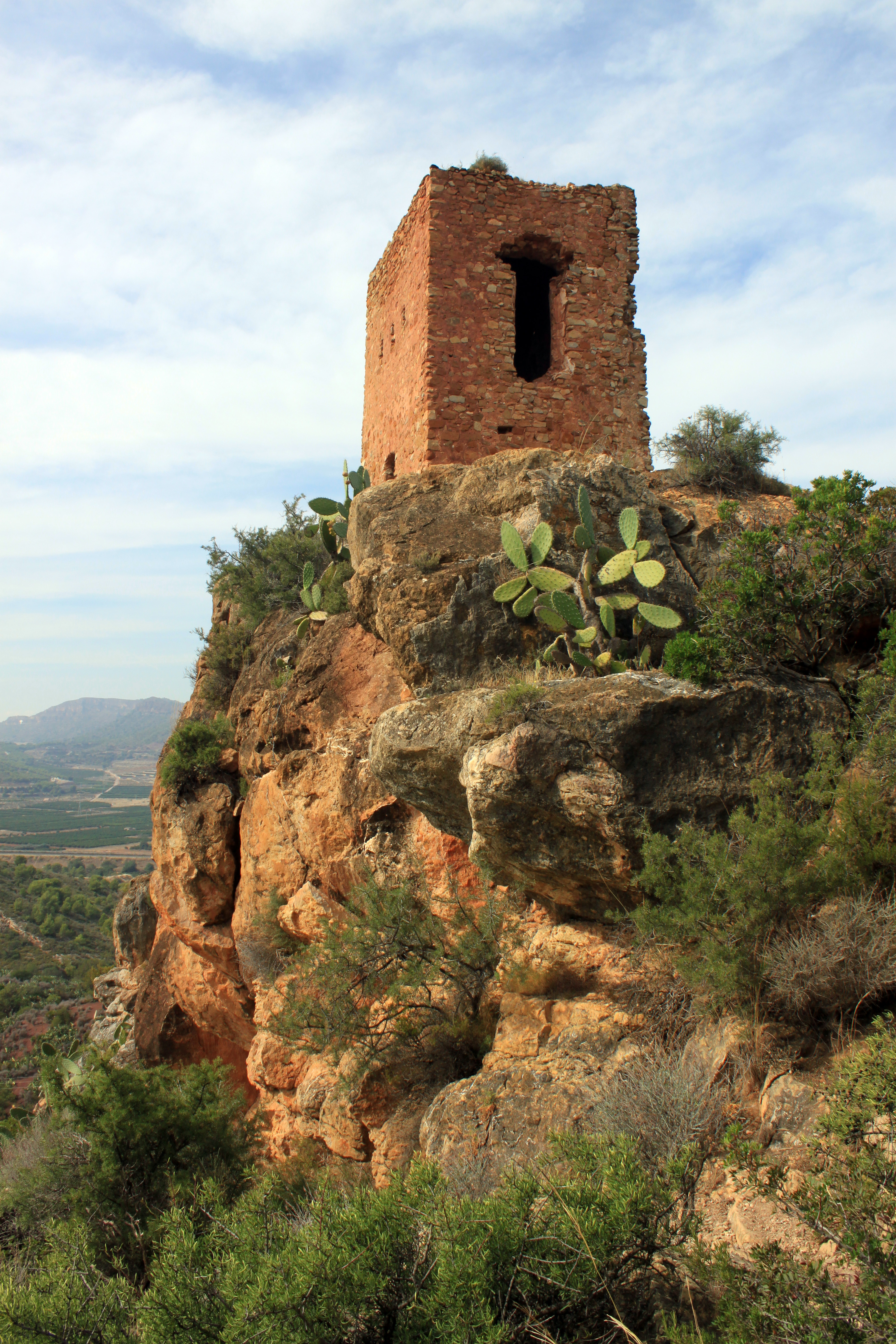
Tour Ouest : L'Agüelet